# Verneix
Verneix ist eine französische Gemeinde mit 577 Einwohnern (Stand: 1. Januar 2022) im Département Allier in der Region Auvergne-Rhône-Alpes. Sie gehört zum Arrondissement Montluçon und zum Kanton Commentry.

## Geographie
Verneix liegt in der Landschaft Bocage Bourbonnais, rund sieben Kilometer nordöstlich von Montluçon.

### Nachbargemeinden
Umgeben ist Verneix von den Nachbargemeinden Haut-Bocage im Norden und Nordosten, Bizeneuille im Osten, Saint-Angel im Süden, Saint-Victor im Westen sowie Estivareilles im Westen und Nordwesten.

## Bevölkerungsentwicklung
| Jahr      | 1962 | 1968 | 1975 | 1982 | 1990 | 1999 | 2006 | 2019 |
| Einwohner | 634  | 619  | 556  | 538  | 574  | 584  | 557  | 593  |

## Sehenswürdigkeiten
- Kirche St-Laurent aus dem 19. Jahrhundert

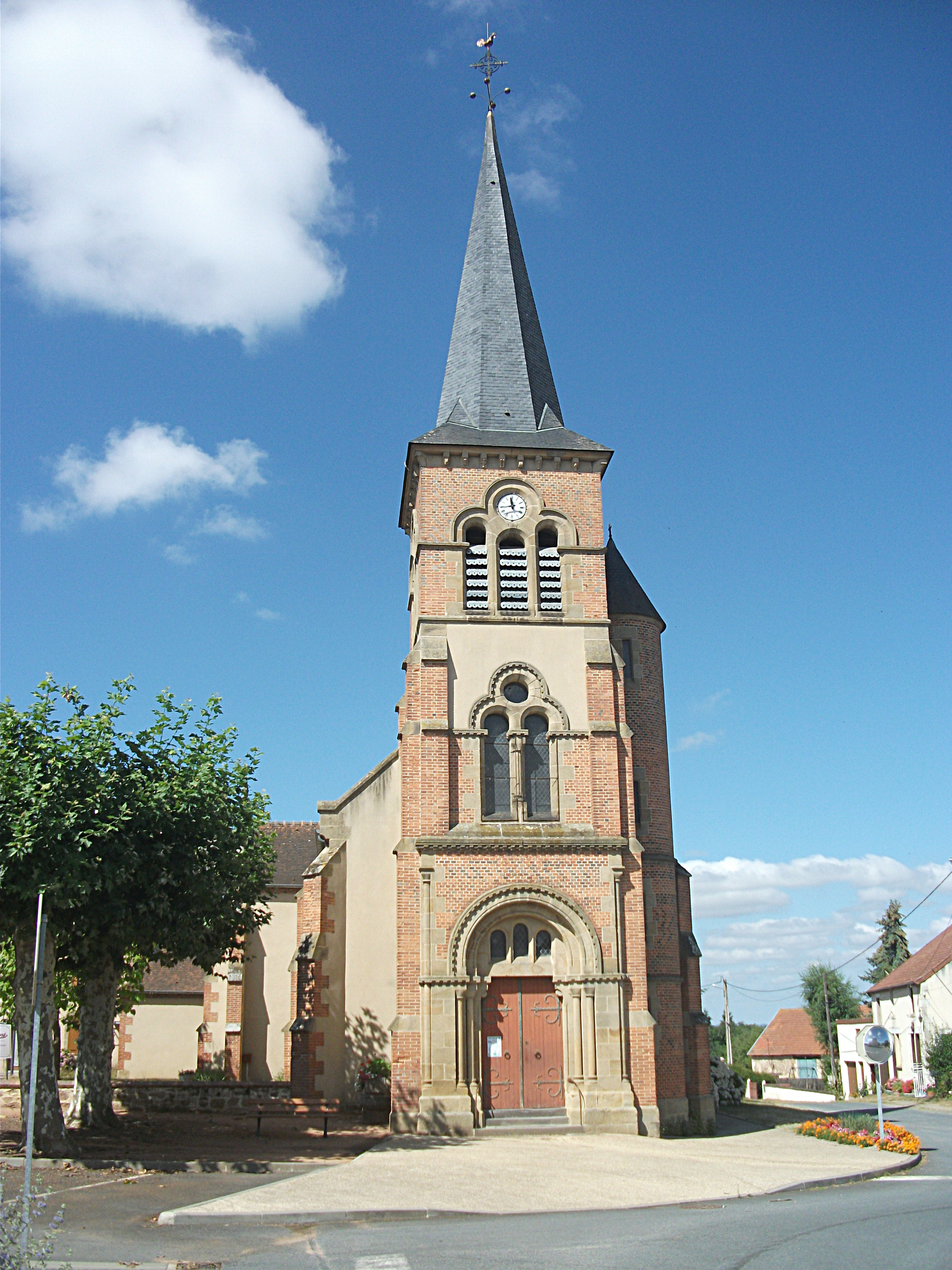
Kirche St-Laurent

- Schloss Fragne

## Persönlichkeiten
- Théophile Alajouanine (1890–1980), Naturforscher